# Europese kampioenschappen baanwielrennen 2025
De Europese kampioenschappen baanwielrennen 2025 waren de 16e editie van de Europese kampioenschappen baanwielrennen die georganiseerd werden door de UEC van 12 tot en met 16 februari in de nieuwe Velodroom Limburg in de Belgische gemeente Heusden-Zolder. Een half jaar eerder vond ook al het EK op de weg plaats in de Belgische provincie Limburg.
Er stonden 22 onderdelen op het programma; 11 onderdelen bij zowel vrouwen als mannen. Vanaf dit jaar reden de vrouwen geen tijdrit meer van 500 meter, maar van één kilometer, net als de mannen. Hetzelfde gold voor de individuele achtervolging, waarbij de vrouwen niet langer drie kilometer, maar vier kilometer rijden, net als de mannen. Hierdoor werden er ook meteen nieuwe wereldrecords gereden. Op 14 februari reed de Nieuw-Zeelandse Ellesse Andrews een tijd van 1.04,697 tijdens het Oceanisch kampioenschap. Een dag later verscherpte Hetty van de Wouw het record tijdens dit EK met twee tienden naar 1.04,497. Tijdens dit onderdeel kwamen zowel sprintsters, zoals Van de Wouw (goud) en Schneider (brons), als duurrensters in actie, zoals Fidanza (zilver) en Brauße (vierde). Ook op de achtervolging werd een nieuw wereldrecord gevestigd. In januari wist de Belgische Hélène Hesters tijdens het BK op deze velodroom het wereldrecord van Marion Borras te verscherpen naar 4.42,154. De Britse Anna Morris verbrak tijdens dit EK haar eigen record dat ze tijdens de kwalificatie had neergezet; zij reed 4 minuten en 25,874 seconden.
Vanwege de aanhoudende oorlog in Oekraïne mochten Russische en Wit-Russische renners niet deelnemen namens hun land; wel mochten ze als individuele onafhankelijke atleten (AIN) meedoen, net zoals bij de Olympische Spelen. Bij winst werd tijdens de huldiging het Europese volkslied gespeeld.

## Schema
| Datum                 | Onderdeel mannen                               | Onderdeel vrouwen                       |
| --------------------- | ---------------------------------------------- | --------------------------------------- |
| Woensdag 12 februari  | Afvalkoers, teamsprint                         | Teamsprint, scratch                     |
| Donderdag 13 februari | Ploegenachtervolging, puntenkoers, 1km tijdrit | Ploegenachtervolging, afvalkoers        |
| Vrijdag 14 februari   | Scratch, achtervolging                         | Sprint, omnium                          |
| Zaterdag 15 februari  | Sprint, omnium                                 | Puntenkoers, achtervolging, 1km tijdrit |
| Zondag 16 februari    | Keirin, koppelkoers                            | Keirin, koppelkoers                     |

## Selecties

### België
- Mannen[4]
  - Duuronderdelen: Jasper De Buyst, Noah Vandenbranden, Lindsay De Vylder, Jules Hesters, Tuur Dens, Thibaut Bernard, Tom Crabbé en Renzo Raes
  - Sprintonderdelen: Runar De Schrijver, Lowie Nulens en Mathijs Verhoeven
- Vrouwen
  - Duuronderdelen: Katrijn De Clercq, Hélène Hesters, Febe Jooris, Marith Vanhove, Luca Vierstraete en Lani Wittevrongel
  - Sprintonderdelen: geen deelnemers

### Nederland
- Mannen[5]
  - Duuronderdelen: Yanne Dorenbos, Vincent Hoppezak, Philip Heijnen, Yoeri Havik
  - Sprintonderdelen: Harrie Lavreysen, Loris Leneman, Daan Kool en Tijmen van Loon
- Vrouwen[6]
  - Duuronderdelen: Maike van der Duin, Lisa van Belle, Lorena Wiebes
  - Sprintonderdelen: Hetty van de Wouw, Steffie van der Peet en Kimberly Kalee

## Medaillewinnaars

### Mannen
| Onderdeel             | 1                                                                                  | 1                                                                                     | 1                                                                     |
| Sprint                | Harrie Lavreysen                                                                   | Mikhail Jakovlev                                                                      | Rayan Helal                                                           |
| Teamsprint            | FrankrijkTimmy Gillion Rayan Helal Sebastien Vigier                                | NederlandHarrie Lavreysen Loris Leneman Tijmen van Loon                               | Verenigd KoninkrijkHarry Ledingham-Horn Hayden Norris Charles Radford |
| Achtervolging         | Josh Charlton                                                                      | Ivo Oliveira                                                                          | Michael Gill                                                          |
| Ploegenachtervolging  | DenemarkenTobias Aagaard Hansen Niklas Larsen Lasse Norman Leth Robin Juel Skivild | Verenigd KoninkrijkRhys Britton Josh Charlton Michael Gill Noah Hobbs William Tidball | ZwitserlandNoah Bögli Mats Poot Pascal Tappeiner Alex Vogel           |
| Keirin                | Harrie Lavreysen                                                                   | Maximilian Dörnbach                                                                   | Tom Derache                                                           |
| Omnium                | Tim Torn Teutenberg                                                                | Niklas Larsen                                                                         | Philip Heijnen                                                        |
| Tijdrit (1 kilometer) | Matteo Bianchi                                                                     | Maximilian Dörnbach                                                                   | David Peterka                                                         |
| Puntenkoers           | Iúri Leitão                                                                        | Yanne Dorenbos                                                                        | Jasper De Buyst                                                       |
| Scratch               | Iúri Leitão                                                                        | Vincent Hoppezak                                                                      | William Tidball                                                       |
| Afvalkoers            | Tim Torn Teutenberg                                                                | Rui Oliveira                                                                          | Jules Hesters                                                         |
| Koppelkoers           | NederlandYanne Dorenbos Vincent Hoppezak                                           | DuitslandRoger Kluge Tim Torn Teutenberg                                              | PortugalIvo Oliveira Rui Oliveira                                     |

### Vrouwen
| Onderdeel             | 1                                                                      | 1                                                                 | 1                                                                                   |
| Sprint                | Jana Boerlakova                                                        | Rhian Edmunds                                                     | Alina Lysenko                                                                       |
| Teamsprint            | NederlandKimberly Kalee Hetty van de Wouw Steffie van der Peet         | Verenigd KoninkrijkLauren Bell Rhian Edmunds Rhianna Parris-Smith | DuitslandLea Sophie Friedrich Pauline Grabosch Clara Schneider                      |
| Achtervolging         | Anna Morris                                                            | Vittoria Guazzini                                                 | Mieke Kröger                                                                        |
| Ploegenachtervolging  | ItaliëMartina Alzini Chiara Consonni Martina Fidanza Vittoria Guazzini | DuitslandFranziska Brauße Lisa Klein Mieke Kröger Laura Süßemilch | Verenigd KoninkrijkMadelaine Leech Sophie Lewis Grace Lister Anna Morris Neah Evans |
| Keirin                | Steffie van der Peet                                                   | Rhian Edmunds                                                     | Hetty van de Wouw                                                                   |
| Omnium                | Lorena Wiebes                                                          | Madelaine Leech                                                   | Amalie Dideriksen                                                                   |
| Tijdrit (1 kilometer) | Hetty van de Wouw                                                      | Martina Fidanza                                                   | Clara Schneider                                                                     |
| Puntenkoers           | Anita Stenberg                                                         | Marion Borras                                                     | Maike van der Duin                                                                  |
| Scratch               | Martina Fidanza                                                        | Lorena Wiebes                                                     | Maria Martins                                                                       |
| Afvalkoers            | Lara Gillespie                                                         | Hélène Hesters                                                    | Lisa van Belle                                                                      |
| Koppelkoers           | NederlandLisa van Belle Maike van der Duin                             | ItaliëChiara Consonni Vittoria Guazzini                           | FrankrijkVictoire Berteau Marion Borras                                             |

(Cursief staan renners die wel in de kwalificatie maar niet in de finale in actie kwamen.)

## Medaillespiegel
De delegatie van individuele onafhankelijke atleten (AIN) won één gouden en één bronzen medaille. Deze twee medailles ontbreken vanzelfsprekend in het volgende overzicht. Daardoor komt het totaal aantal medailles op 64 i.p.v. 66.
| Plaats | Land                | Goud | Zilver | Brons | Totaal |
| 1      | Nederland           | 8    | 4      | 4     | 16     |
| 2      | Italië              | 3    | 3      | 0     | 6      |
| 3      | Verenigd Koninkrijk | 2    | 5      | 4     | 11     |
| 4      | Duitsland           | 2    | 4      | 3     | 9      |
| 5      | Portugal            | 2    | 2      | 2     | 6      |
| 6      | Frankrijk           | 1    | 1      | 3     | 5      |
| 7      | Denemarken          | 1    | 1      | 1     | 3      |
| 8      | Ierland             | 1    | 0      | 0     | 1      |
| 8      | Noorwegen           | 1    | 0      | 0     | 1      |
| 10     | België              | 0    | 1      | 2     | 3      |
| 11     | Israël              | 0    | 1      | 0     | 1      |
| 12     | Tsjechië            | 0    | 0      | 1     | 1      |
| 12     | Zwitserland         | 0    | 0      | 1     | 1      |
| Totaal | Totaal              | 21   | 22     | 21    | 64     |